# Farlowia (publikacja)
Farlowia – czasopismo naukowe, w którym publikowane były artykuły dotyczące roślin zarodnikowych (dawniej zwanych roślinami kryptogamicznymi). Wychodziło w latach 1943–55 w Oxfordzie. Artykuły w języku angielskim. 
Numery czasopisma zostały zdigitalizowane i są dostępne w internecie w postaci skanów (pliki pdf, ocr, jp2 i all). Opracowano 5 istniejących w internecie skorowidzów umożliwiających odszukanie artykułu:
- Title – na podstawie tytułu
- Author – na podstawie nazwiska autora
- Date – według daty
- Collection – według grupy zagadnień
- Contributor – według instytucji współpracujących

Istnieje też indeks zdigitalizowanych numerów czasopisma ze spisem ich treści.
OCLC: 1568852.